# Stadsprijs Geraardsbergen 1985
De 54e editie van de Belgische wielerwedstrijd Stadsprijs Geraardsbergen werd verreden op 28 augustus 1985. De start en finish vonden plaats in Geraardsbergen. De winnaar was Ferdi Van Den Haute, gevolgd door Dirk Durant en Marc Sergeant.

## Uitslag
| Stadsprijs Geraardsbergen 1985 |                     |                            |      |
| Plaats                         | Naam                | Ploeg                      | Tijd |
| Winnaar                        | Ferdi Van Den Haute | La Redoute                 |      |
| 2                              | Dirk Durant         | Fangio-Ecoturbo-Eylenbosch |      |
| 3                              | Marc Sergeant       | Lotto                      |      |

1912 · 1913 · 1914–1926 · 1927 · 1928–1932 · 1933 · 1934 · 1935 · 1936 · 1937 · 1938 · 1939 · 1940 · 1941 · 1942 · 1943 · 1944 · 1945 · 1946 · 1947 · 1948 · 1949 · 1950 · 1951 · 1952 · 1953 · 1954 · 1955 · 1956 · 1957 · 1958 · 1959 · 1960 · 1961 · 1962 · 1963 · 1964 · 1965 · 1966 · 1967 · 1968 · 1969 · 1970 · 1971 · 1972 · 1973 · 1974 · 1975 · 1976 · 1977 · 1978 · 1979 · 1980 · 1981 · 1982 · 1983 · 1984 · 1985 · 1986 · 1987 · 1988 · 1989 · 1990 · 1991 · 1992 · 1993 · 1994 · 1995 · 1996 · 1997 · 1998 · 1999 · 2000 · 2001 · 2002 · 2003 · 2004 · 2005 · 2006 · 2007 · 2008 · 2009 · 2010 · 2011 · 2012 · 2013 · 2014 · 2015 · 2016 · 2017 · 2018 · 2019 · 2020 · 2021 · 2022